# Max de Winter
Max Salomon de Winter (Nijmegen, 19 mei 1920 – Oss, 8 maart 2012) was een Nederlandse wetenschapper.

## Leven en werk
De Winter werd geboren als zoon van Louis de Winter en Mietje Henriette Gomperts. Hij werd tijdens de Tweede Wereldoorlog via Kamp Westerbork naar Auschwitz getransporteerd, maar overleefde de vernietigingskampen vanwege zijn technische kennis die gebruikt kon worden door de Nazi's. Hij werd door de Nazi's ingezet voor het bedrijf van Siemens. Zijn eerste echtgenote Rachel Reina Francken overleefde de oorlog niet, evenals hun dochtertje dat eind 1944 in het kamp in Birkenau werd geboren en dat slechts enkele dagen heeft geleefd.
In 1948 trad hij als chemicus in dienst bij Organon in de Noord-Brabantse plaats Oss. Hij ontwikkelde daar samen met twee andere chemici in de jaren vijftig de anticonceptiepil. Het middel Lyndiol, dat door Organon in 1962 op de markt werd gebracht, werd een wereldwijd succes.
De Winter hertrouwde op 22 augustus 1948 te 's-Gravenhage, nu met Bertine Meijer. Zij zijn de ouders van de hoogleraar pedagogiek Micha de Winter en van de mediaondernemer en programmamaker Harry de Winter. De Winter werd in 2002 benoemd tot ridder in de Orde van Oranje-Nassau. Hij overleed op 91-jarige leeftijd. Zie ook de documentaire Broertjes - zijn zoons reizen naar Berlijn om zijn tocht van Sachsenhausen naar Havelberg aan de Elbe (na de bevrijding) te gaan lopen. Harry is kort daarna overleden (maart 2023). De Winter is via Auschwitz/Brobek (Siemens), Buchenwald, Berlijn-Haselhorst (Siemens) naar Sachsenhausen gekomen.